# Egglestonichthys
Egglestonichthys är ett släkte av fiskar. Egglestonichthys ingår i familjen smörbultsfiskar.
Kladogram enligt Catalogue of Life:
| Egglestonichthys | \| \| Egglestonichthys bombylios \| \| \| \| \| \| Egglestonichthys melanoptera \| \| \| \| \| \| Egglestonichthys patriciae \| \| \| \| |
|                  | \| \| Egglestonichthys bombylios \| \| \| \| \| \| Egglestonichthys melanoptera \| \| \| \| \| \| Egglestonichthys patriciae \| \| \| \| |
|                  | Egglestonichthys bombylios |
|                  | |
|                  | Egglestonichthys melanoptera |
|                  | |
|                  | Egglestonichthys patriciae |
|                  | |